# Gasteracantha frontata
Gasteracantha frontata is een spinnensoort in de taxonomische indeling van de wielwebspinnen (Araneidae).
Het dier behoort tot het geslacht Gasteracantha. De wetenschappelijke naam van de soort werd voor het eerst geldig gepubliceerd in 1864 door John Blackwall.